# Walter Harlan
Walter Harlan (25 de diciembre de 1867 en Dresde- 14 de abril de 1931 en Berlín ) fue un escritor y dramaturgo alemán.
Walter Harlan fue hijo del banquero y agricultor Otto Harlan y Bertha Elisa Bienert, hija del empresario Gottlieb Traugott Bienert.
Se casó con Adele Boothby y fundó la dinastía artística Harlan. De sus siete hijos alcanzaron fama el  músico Peter Harlan y el director Veit Harlan. Así también la fotógrafa Nele Harlan (1908-2004), el cantante Fritz Moritz Harland (1901-1970).
Entre sus nietos se cuentan Thomas Harlan, Maria Körber, Jan Harlan y Christiane Susanne Harlan, hija de su hijo Fritz Moritz Harlan, cantante lírico casado con la soprano Ingeborg de Freitas. Su bisnieta es la compositora y directora Vivian Kubrick, hija de Christiane y el director Stanley Kubrick.

## Obra teatral y literaria
- Im April. Lustspiel aus den vierziger Jahren. Wild, Leipzig 1895
- Neue Traktätchen. Wild, Leipzig 1895
- Schule des Lustspiels). Bloch, Berlín. 1903
- Die Dichterbörse. . Deutsches Haus, Berlín 1908
- Die Sünde an den Kindern. Fleischel, Berlín 1908
- Der lateinische Esel. Komödie in fünf Akten. Bloch, Berlín 1910
- Catreins Irrfahrt. Novelle aus Altflandern. Fleischel, Berlín 1912
- Familienszenen. Vierzehn Geschichten von Weib und Kindern, von Dienstboten und von der Weltseele. Fleischel, Berlín 1912
- Das Nürnbergisch Ei. Schauspiel in vier Akten. Fleischel, Berlín 1913
- Das Mantelkind. Lustspiel in fünf Akten. Bloch, Berlín o.J.
- Jahrmarkt in Pulsnitz. Ein dionysischer Schwank in drei Akten. Bloch, Berlín o.J.
- In Kanaan. Ein frohes Mysterium in vier Aufzügen. Fleischel, Berlín 1915
- Fünftes Jahrzehnt Auslese. Selbstverlag, Berlín 1917
- Er schnarcht. Ein seliger Schabernack. DVA, Stuttgart 1922
- Der Erzschulmeister. Roman bis in den Himmel, Berlín 1924
- Gib uns Kinder und hundert Enkel! Ein Spiel aus den Tagen der Erzväter, Berlín 1928